# Solumshamn
Solumshamn – miejscowość (småort) w Szwecji w gminie Härnösand w regionie Västernorrland. Około 81 mieszkańców.